# Єленя Вас
Єленя Вас (словен. Jelenja vas) — поселення в общині Кочев'є, регіон Південно-Східна Словенія, Словенія. Висота над рівнем моря: 402,2 м.